# باخ روزآمد
باخ روزآمد (به انگلیسی: Switched-On Bach) نخستین آلبوم استودیویی از هنرمند اهل ایالات متحده آمریکا وندی کارلوس (با نام پیشین والتر کارلوس) است که سال ۱۹۶۸ میلادی توسط کلمبیا رکوردز منتشر شد. این آلبوم مشتمل بر قطعاتی از یوهان سباستیان باخ است که وندی کارلوس و بنجامین فولکمن با سینث‌سایزر موگ
نواخته‌اند.
باخ روزآمد بین سال‌های ۱۹۶۹ تا ۱۹۷۲ صدرنشین چارت موسیقی کلاسیک آمریکا بود؛ تا سال ۱۹۷۴ بیش از یک میلیون نسخه فروخت و به دومین آلبوم موسیقی کلاسیک بدل شد که گواهینامه پلاتین فروش از انجمن صنعت ضبط موسیقی ایالات متحده آمریکا دریافت کرده‌است؛ رخدادی که نقشی کلیدی در رونق بیش‌ازپیش سینث‌سایزر‌ها در موسیقی مردم‌پسند ایفا کرد. آلبوم در سال ۱۹۷۰ سه جایزهٔ گرمی گرفت: بهترین آلبوم کلاسیک، بهترین اجرای کلاسیک - تک‌نوازی (های) بی‌کلام (با/بدون ارکستر) و بهترین آلبوم مهندسی‌شدهٔ کلاسیک.